# Campeonato Panamericano de Béisbol Sub-14 de 2002
El Campeonato Panamericano de Béisbol Sub-14 de 2002 con categoría Juvenil A, se disputó en La Guaira, Venezuela del 17 al 26 de agosto de 2002. El oro se lo llevó Cuba por segunda vez.

## Equipos participantes
- Antillas Neerlandesas
- Aruba
- Brasil
- Colombia
- Cuba
- Estados Unidos
- Honduras
- México
- Venezuela

## Resultados
| Posición | Selección             |
| -------- | --------------------- |
|          | Cuba                  |
|          | Venezuela             |
|          | Estados Unidos        |
| 4°       | Brasil                |
| 5°       | México                |
| 6°       | Colombia              |
| 7°       | Antillas Neerlandesas |
| 8°       | Aruba                 |
| 9°       | Honduras              |